# Megasticus
Megasticus is een kevergeslacht uit de familie van de boktorren (Cerambycidae). De wetenschappelijke naam van het geslacht werd voor het eerst geldig gepubliceerd in 2004 door Vives.

## Soorten
Megasticus is monotypisch en omvat slechts de volgende soort:
- Megasticus oberthuerii (Fairmaire, 1889)